# Mariposa, California
Mariposa (cunoscut anterior ca Logtown) este o localitate cu statutul de loc desemnat pentru recensământ (CDP) precum și sediul comitatului Mariposa din statul  California,  Statele Unite ale Americii.GR6  Conform recensământului din 2010 (Census 2010) populația localității număra 2.173 de locuitori, o creștere semnificativă față de cele 1.373 de persoane înregistrate în decursul Census 2000.

## Istoric
Numele localității provine din cuvântul omonim din spaniolă, care înseamnă "fluture", denumire dată locului datorită numeroaselor grupuri masive de fluturi observate local în timpul iernii de către numeroșii călători timpurii prin aceste locuri.

## Rezidenți notabili
- Chris Asbury - comediant
- Darryl Greenamyer - aviator
- Jon Leicester - jucător de fotbal american pentru echipa Orix Buffaloes,
- Sal Maccarone - autor și sculptor,
- Sam Maccarone - regizor, scenarist și actor
- Logan Mankins - fotbalist al New England Patriots
- Randy Newman - cântăreț
- Jeff Denham - congressman
- Jacoby Shaddix - Solist al formației Papa Roach
- Cary Stayner - Serial Killer